# 大西ひかり
大西　ひかり（おおにし ひかり、2000年4月26日 - ）は、日本の陸上競技選手、長距離走。

## 経歴
兵庫県加古郡播磨町立播磨小学校、私立須磨学園高等学校卒業。かんぽ生命保険に入社し日本郵政グループ女子陸上部に所属。
播磨中では全日本中学陸上、ジュニアオリンピック、全国女子駅伝に出場し、後に日本郵政でチームメイトとなる廣中璃梨佳、菅田雅香とも競った。
長距離の強豪校・須磨学園高でも長距離走と駅伝で活躍。同期に荒井優奈（のち名城大）らがいた。2級上の高橋ひな、1級上の田中希実、後藤夢らが所属した西脇工業高に阻まれ、2018年の3年次にようやく全国高校駅伝に出場しアンカー5区5kmを走った。5区区間1位15:06のカマウ・タビタ・ジェリ（神村学園3年）、2位マタヤ・モーカ・マラー（大分東明3年）、3位アグネス・ムカリ（倉敷1年）ら留学生組に次ぐ4位小林成美（長野東3年）と1秒差の15'44で区間5位だった。エース区間1区6kmに土井葉月（1年、のち日本郵政で同僚）、3区3kmに荒井優奈らを配したチームは総合5位に入賞した。
また全国女子駅伝では7区区間賞（2017年）、総合優勝（2018年）、6区区間賞（2019年）も経験。さらに、2019年世界クロスカントリー選手権大会では土井葉月（1年）と共に日本代表に選ばれジュニア女子団体銅メダルを獲得。
日本郵政グループ陸上部では、鈴木亜由子（名古屋大出身）、関根花観（豊川高校出身）、鍋島莉奈（鹿屋体大出身）といったオリンピックや世界選手権代表や、同期の廣中璃梨佳（長崎商業高出身）らの強豪とチームメートとなる。関根と鍋島が欠場したにもかかわらず、自身を含む新人4名の活躍で実業団女子駅伝を入社初年度から制覇。翌2020年はアンカー6区を走り、大会2連覇のゴールテープを切った。
2022年3月13日に行われた名古屋ウィメンズマラソンで初マラソンに挑戦、2時間28分56秒の15位で完走した。同年9月25日に行われたベルリンマラソンでこれを3分以上更新する2時間25分54秒で19位に入り、2戦平均で2時間28分以内になったことから、2023年9月に開催予定のマラソングランドチャンピオンシップ（MGC）2023の出場権を獲得した。女子では初の2000年代生まれのMGCファイナリストとなる。

## 主な記録
| 年     | 大会                       | 種目           | 順位     | 備考                 |
| ------ | -------------------------- | -------------- | -------- | -------------------- |
| 2015年 | 全日本中学陸上             | 1500m          | 4位      |                      |
|        | ジュニアオリンピック       | A3000m         | 15位     |                      |
| 2016年 | 全国女子駅伝               | 3区            | 8位      | 兵庫県4位            |
| 2017年 | 全国女子駅伝               | 7区            | 区間賞   | 兵庫県8位            |
|        | 全国高校陸上               | 1500m          | 15位     |                      |
|        | 全国高校陸上               | 3000m          | 17位     |                      |
| 2018年 | 全国女子駅伝               | 2区            | 17位     | 兵庫県優勝           |
|        | クロスカントリー日本選手権 | U20 6km        | 18位     |                      |
|        | 全国高校陸上               | 1500m          | 9位      |                      |
|        | 全国高校陸上               | 3000m          | 14位     |                      |
|        | 第73回国民体育大会         | 少年女子A3000m | 9位      |                      |
|        | 全国高校駅伝女子           | 5区            | 区間5位  | 須磨学園5位          |
| 2019年 | 全国女子駅伝               | 6区            | 区間賞   | 兵庫県4位            |
|        | クロスカントリー日本選手権 | U20 6km        | 5位      |                      |
|        | 世界クロスカントリー選手権 | U20 6km        | 33位     | 日本団体銅メダル     |
|        | 全日本実業団陸上           | 1500m          | 12位     |                      |
|        | 全日本実業団陸上           | ジュニア3000m  | 23位     |                      |
|        | 第103回日本選手権          | 1500m          | 12位     |                      |
|        | 実業団女子駅伝             | 5区            | 区間4位  | 日本郵政グループ優勝 |
| 2020年 | 全国女子駅伝               | 9区            | 区間10位 | 兵庫県6位            |
|        | 全日本実業団陸上           | 10000m         | 8位      |                      |
|        | 実業団女子駅伝             | 6区            | 区間賞   | 日本郵政グループ優勝 |
|        | 第104回日本選手権          | 10000m         | 13位     |                      |
| 2021年 | 実業団ハーフマラソン       | ハーフマラソン | 24位     |                      |
|        | 第105回日本選手権          | 10000m         | 15位     |                      |